# Henrique, Duque de Gloucester
Henrique, Duque de Gloucester  KG KT KP GCB GCMG GCVO (nome pessoal em inglês: Henry William Frederick Albert; Sandringham, 31 de março de 1900 – Northamptonshire, 10 de junho de 1974) foi um membro da família real britânica, o terceiro filho do rei Jorge V do Reino Unido e da rainha Maria de Teck. Foi um dos irmãos de dois reis do Reino Unido, Eduardo VIII e Jorge VI. Casou com Alice Montagu-Douglas-Scott e serviu como governador-geral da Austrália após a Segunda Guerra Mundial.

## Início da vida
Henrique nasceu em 31 de março de 1900, na York House, em Sandringham. Seu pai era Jorge, Duque de Iorque, o filho mais velho de Alberto Eduardo, Príncipe de Gales. Sua mãe era Maria de Teck, a única filha do príncipe Francisco, Duque de Teck e da princesa Maria Adelaide de Cambridge. Em 1898, a rainha Vitória emitia cartas patentes concedendo aos filhos do duque e da duquesa de York o estilo "Alteza Real". Assim, ele foi estilizado "Sua Alteza Real o Príncipe Henrique de Iorque" desde o nascimento.
Ele foi batizado na capela privada do Castelo de Windsor em 17 de maio de 1900, por Randall Thomas Davidson, bispo de Winchester, e seus padrinhos foram: a rainha Vitória (sua bisavó); o imperador Guilherme II da Alemanha (seu primo, de quem o príncipe Alberto da Prússia foi procurador); a  princesa Beatriz do Reino Unido (sua tia-avó paterna); a Duquesa de Cumberland (sua tia-avó paterna, cuja irmã, sua avó Princesa de Gales representou); o príncipe Jorge da Grécia e Dinamarca (seu primo, para quem o seu avô Eduardo, Príncie de Gales foi procurador); a princesa Maud de Gales (sua tia paterna, que sua irmã a princesa Vitória Alexandre representou); Alexandre de Teck (seu tio materno, para quem o seu tio-avô o Jorge, Duque de Cambridge foi procurador); e o marechal de campo Conde Roberts (para quem o general sir Dighton Probyn foi procurador).
Quando menino, Henrique sofria de problemas de saúde, muito parecido com o seu irmão mais velho, Alberto. Ele também havia batido os joelhos e teve que usar talas dolorosas nas pernas. Ele era uma criança extremamente nervosa, e muitas vezes era vítima de ataques espontâneos de choro ou risos, e também como seu irmão, Henrique tinha uma combinação de distúrbios da fala. Ambos tiveram rhotacismo, que os impediu de pronunciar o som r, mas enquanto a pronúncia de Alberto era ligeiramente reminiscente do "r francês", Henrique era completamente incapaz de pronunciá-lo, fazendo com que o r desejado soasse como [w]. Além disso, Henrique também tinha um chiado nasal e um tom incomumente agudo, resultando em uma voz muito distinta.[carece de fontes?]
Em 1909, a saúde precária de Henrique havia se tornado uma preocupação séria para seus pais. Ele era muito pequeno para a idade e estava propenso a ter resfriados muito agressivos. "Você deve lembrar que ele é bastante frágil e deve ser tratado de forma diferente para seus dois irmãos mais velhos que são mais robustos", escreveu o príncipe George ao tutor de Henrique, Henry Peter Hansell.[carece de fontes?]
Em 6 de maio de 1910, o príncipe George subiu ao trono como George V, e Henrique  tornou-se o terceiro na linha do trono. O rei foi persuadido por Hansell de que seria bom Henrique frequentar a escola, onde ele poderia interagir com os meninos da sua idade. O rei, tendo anteriormente rejeitado esta proposta para seus dois filhos mais velhos, concordou com base no fato de que isso o ajudaria a "se comportar como um menino e não como uma criancinha". O príncipe Henrique tornou-se assim o primeiro filho de um monarca britânico a frequentar a escola. Depois de três dias na Corte de São Pedro, em Broadstairs, como menino, Hansell, percebendo que gostava, pediu ao rei que o enviasse como pensionista, ao que ele concordou.[carece de fontes?]
Henrique passou três anos na corte de São Pedro. Academicamente, ele não era muito inteligente, embora mostrasse uma aptidão particular em matemática, o interesse exclusivo de Henrique tornou-se esporte, particularmente críquete e futebol. "Tudo o que você escreve é a sua eterna bola de futebol, da qual estou muito doente", escreveu sua mãe, respondendo a uma carta completamente detalhada de Henrique sobre uma partida.[carece de fontes?]
Em setembro de 1913, Henrique começou a estudar no Eton College. Durante a Primeira Guerra Mundial, o príncipe herdeiro Leopoldo da Bélgica, mais tarde rei Leopoldo III, era um membro de sua casa (o de Lubbock). Seus estudos não melhoraram, mas seus nervos e disposição fizeram. Ele fez amigos através de seu entusiasmo por esportes, e seus mestres ficaram muito satisfeitos com ele, observando em seu relatório que ele estava "totalmente disposto, alegre, modesto e obediente". Para o pai, esses valores eram os mais importantes, não tendo tempo ou interesse no que ele chamava de "intelectuais".[carece de fontes?]
Na época em que foi para o Trinity College, em Cambridge, em 1919, com seu irmão Alberto, Henrique havia superado todos os seus irmãos, tanto em altura quanto em tamanho, e gozava de muito boa saúde. Sua permanência em Cambridge durou apenas um ano e foi muito tranquila para os dois, pois não tinham permissão para morar na faculdade com os outros alunos de graduação, devido ao medo de seu pai se misturar com uma companhia indesejável.[carece de fontes?]

## Serviço militar
Ao contrário de seus irmãos, príncipe Henrique juntou-se ao Exército Britânico em vez da Marinha Real. Ele freqüentou a Real Academia Militar de Sandhurst em 1919. Mais tarde, servido com The King's Royal Rifle Corps e a 10th Royal Hussars antes de se aposentar do serviço ativo em 1937. Após a eclosão da Segunda Guerra Mundial, ele voltou ao exército, servindo como Chief Liaison Officer.  Ele foi ligeiramente ferido em 1940, quando seu carro pessoal foi atingido por um ataque aéreo. Em 1940, ele se tornou o segundo-em-comando da 20th Armoured Brigade. Foi nomeado marechal, em 1955 e  marechal da Real Força Aérea em 1958.

## Duque de Gloucester
Em 31 de março de 1928, seu pai o criou Duque de Gloucester, Conde de Ulster e Barão Culloden, três títulos que o ligava com três partes do Reino Unido, ou seja, Inglaterra, Irlanda do Norte e Escócia. Em 2 de novembro de 1930, participou da coroação de Haile Selassie da Etiópia, em Adis Abeba. Em 1934, Jorge V (como rei da Irlanda) fez dele um Cavaleiro de São Patrício, ordem de cavalaria da Irlanda. Ele foi o penúltimo a quem esta ordem foi concedida (o último foi duque de York, em 1936); no momento da sua morte, o duque de Gloucester era o único cavaleiro restante.

## Casamento
Em 6 de novembro de 1935, Henrique casou-se com Alice Douglas-Scott, filha de John Montagu-Douglas-Scott, 7º Duque de Buccleuch. O casamento foi originalmente planejado para ocorrer em Abadia de Westminster, mas foi transferido para a mais discreta capela real do Palácio de St. James devido à morte do pai de lady Alice, pouco antes do casamento.
Após seu casamento, Alice era conhecida como "SAR A Duquesa de Gloucester". Juntos, eles tiveram dois filhos: 
- Guilherme de Gloucester, 1941-1972. Sem descendência.
- Ricardo, Duque de Gloucester, nascido em 1944, atual duque de Gloucester. Com descendência.

## Governador-geral da Austrália

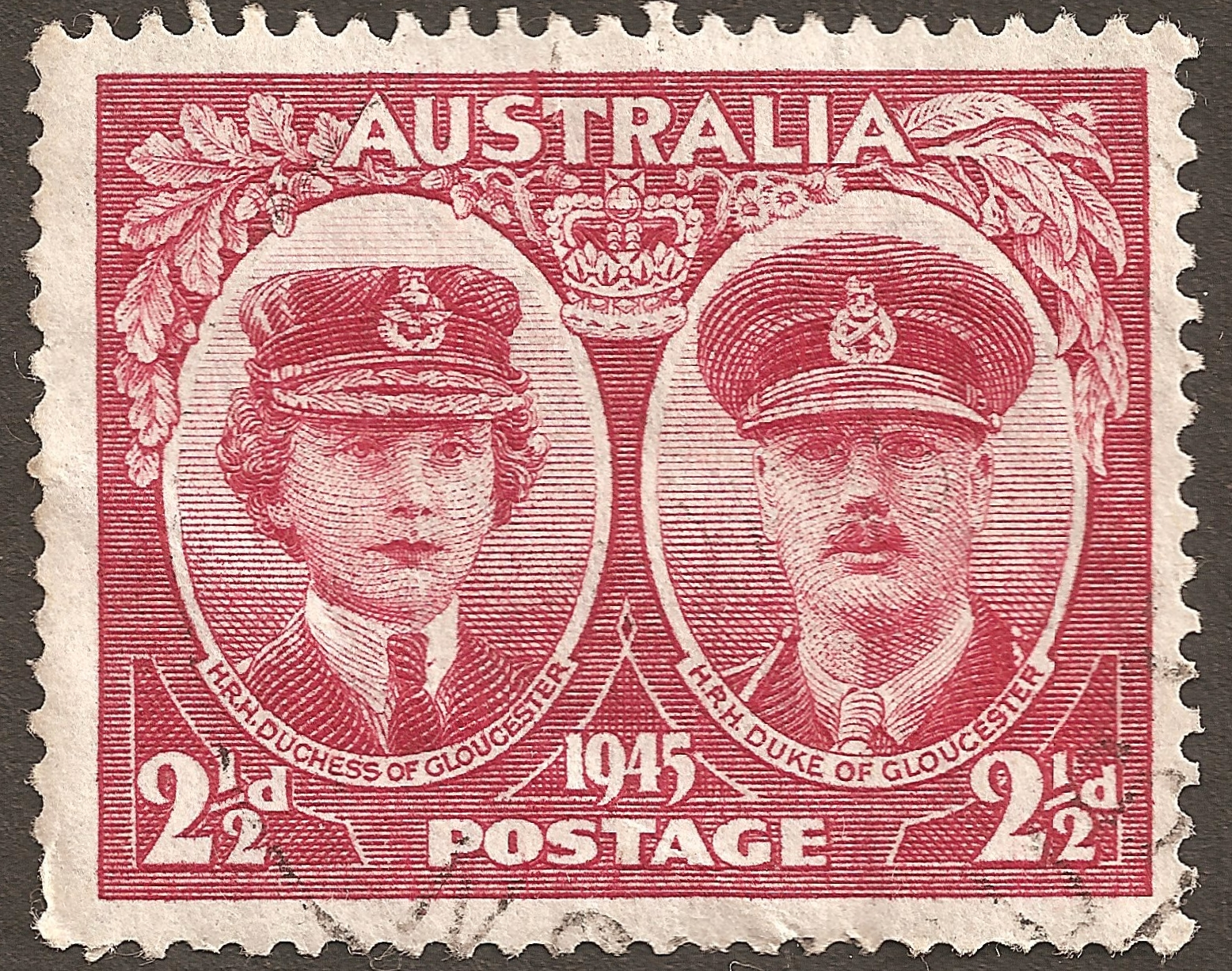
Duquesa e duque de Gloucester
Selo australiano de 1945

No final de 1944, o duque foi inesperadamente nomeado Governador-geral da Austrália. Seu irmão mais novo, o Duque de Kent, foi oferecido para o cargo, mas ele foi morto em um acidente aéreo na Escócia. O Partido Trabalhista do primeiro-ministro, John Curtin, tinha uma política de nomeação para o cargo de governador australiano.
Nas circunstâncias do tempo de guerra, Curtin decidiu que a nomeação de um membro da família real teria três vantagens. Melhoraria a probabilidade do Reino Unido manter o seu compromisso com a defesa da Austrália; faria a Austrália não se tornar dependente dos Estados Unidos, e, dados os protestos que surgiram nos círculos conservadores com a nomeação trabalhista anterior do australiano sir Isaac Isaacs, seria uma escolha politicamente neutra.
O duque tinha feito uma visita bem sucedida à Austrália antes, em 1934. O duque era tímido e pareceu rígido e formal para alguns. Ele e a duquesa viajaram muito com seu próprio avião durante seu tempo no cargo. Quando Curtin morreu em 1945, o duque nomeou Frank Forde como primeiro-ministro. O duque de Gloucester deixou a Austrália em março de 1947, após dois anos no cargo, devido à necessidade de agir como regente durante a ausência de seu irmão, o rei Jorge VI, que fora para a África do Sul. Como presente de despedida que ele deixou seu próprio avião para uso pelo governo e povo da Austrália.

## Final de vida
Voltando ao Reino Unido, o duque e a duquesa de Gloucester adquiriram a Barnwell Manor em Northamptonshire, mantendo um apartamento no Palácio de Kensington.
Em maio de 1949, o duque temporariamente serviu no gabinete do alto comissário para a Assembleia Geral da Igreja da Escócia. Esta nomeação lhe proporcionou, por sua duração, sua precedência escocesa (imediatamente abaixo do rei) e estilo, o direito de ser chamado "Sua Graça o Senhor Alto Comissário".
O duque assistiu à coroação de sua sobrinha, Isabel II, em 1953. Tanto o duque como a duquesa realizaram compromissos reais, incluindo várias excursões no exterior. Em 1954 o duque atuou como Tesoureiro da Honorável Sociedade Inn Gray. Em seus últimos anos sofreu uma série de derrames, que o deixaram muito doente para comparecer ao funeral do Duque de Windsor, seu irmão, em 1972.  O Duque de Gloucester está enterrado no Cemitério Real, de Frogmore.
Em 1972, o filho mais velho do duque, o príncipe William, morreu em um acidente de avião. O duque de Gloucester foi o último filho sobrevivente do rei Jorge V e da rainha Maria. Quando ele morreu em 10 de junho de 1974, seu segundo filho, o príncipe Ricardo, herdou o título de Duque de Gloucester. A esposa do Duque, Alice, recebeu a permissão da rainha Isabel II para ser denominada "Princesa Alice, Duquesa de Gloucester" para distinguir-se da esposa de príncipe Ricardo. Ela viveu até 2004, tornando-se o membro mais longevo da família real britânica na história.

## Títulos, estilos, honras e armas

### Títulos e estilos
- 31 de março de 1900 – 22 de janeiro de 1901: Sua Alteza Real príncipe Henrique de Iorque
- 22 de janeiro de 1901 – 9 de novembro de 1901: Sua Alteza Real, o Príncipe Henrique da Cornualha e Iorque
- 9 de novembro de 1901 – 6 de maio de 1910: Sua Alteza Real príncipe Henrique de Gales
- 6 de maio de 1910 – 31 de março de 1928: Sua Alteza Real o príncipe Henrique
- 31 de março de 1928 – 10 de junho de 1974: Sua Alteza Real o Duque de Gloucester

Na Escócia: maio de 1949, maio de 1961, maio de 1962, maio de 1963: Sua Graça o Lorde Alto Comissário
Na Autrália: 30 de janeiro de 1945 – 11 de março de 1947: Sua Alteza Real e Excelência, o Duque de Gloucester, Governador-geral da Austrália
Quando morreu, o estilo completo do príncipe Henrique era: "Sua Alteza Real o príncipe Henrique Guilherme Frederico Alberto, Duque de Gloucester, Conde de Ulster e Barão Culloden, Cavaleiro da Mais Nobre Ordem da Jarreteira, Cavaleiro da Mais Antiga e Mais Venerável Ordem do Cardo-selvagem, Cavaleiro da Mais Ilustre Ordem de São Patrício, Grão-Mestre e Principal Cavaleiro Grã-Cruz da Mais Honorável Ordem do Banho, Cavaleiro Grã-Cruz da  Mais Distinta Ordem de São Miguel e São Jorge, Cavaleiro Grã-Cruz da Real Ordem Vitoriana, Grão-Prior da Mais Venerável Ordem Hospitalar de São João de Jerusalém."

### Honras

Brasão de armas do príncipe Henrique

- Cavaleiro da Ordem da Jarreteira (1921)
- Cavaleiro da Ordem do Cardo-selvagem (1931)
- Cavaleiro da Ordem de São Patrício (1934)
- Grão-Mestre e Principal Cavaleiro da Grande Cruz da Ordem do Banho (1951)
- Cavaleiro da Grande Cruz da Ordem de São Miguel e São Jorge (1935)
- Cavaleiro da Grande Cruz da Real Ordem Vitoriana (1922)
- Grão-Prior da Ordem de São João
- Real Colar Vitoriano
- Ordem do Crisântemo, 1929 (Japão)

### Militar
- Coronel em Chefe , Fuzileiros Reais Inniskilling
- Coronel, Scots Guards (1937)

### Armas
Em 1921, a Henrique foi concedido um brasão pessoal de armas, sendo as armas reais, diferenciado por um rótulo argento de três pontos, o centro carregando uma leão rampante em gules, e os pontos exteriores cruzam em gules.